# Trachyphonus vaillantii
El barbudo crestado (Trachyphonus vaillantii) es una especie de ave piciforme en la familia Lybiidae que vive en África.

## Aspecto

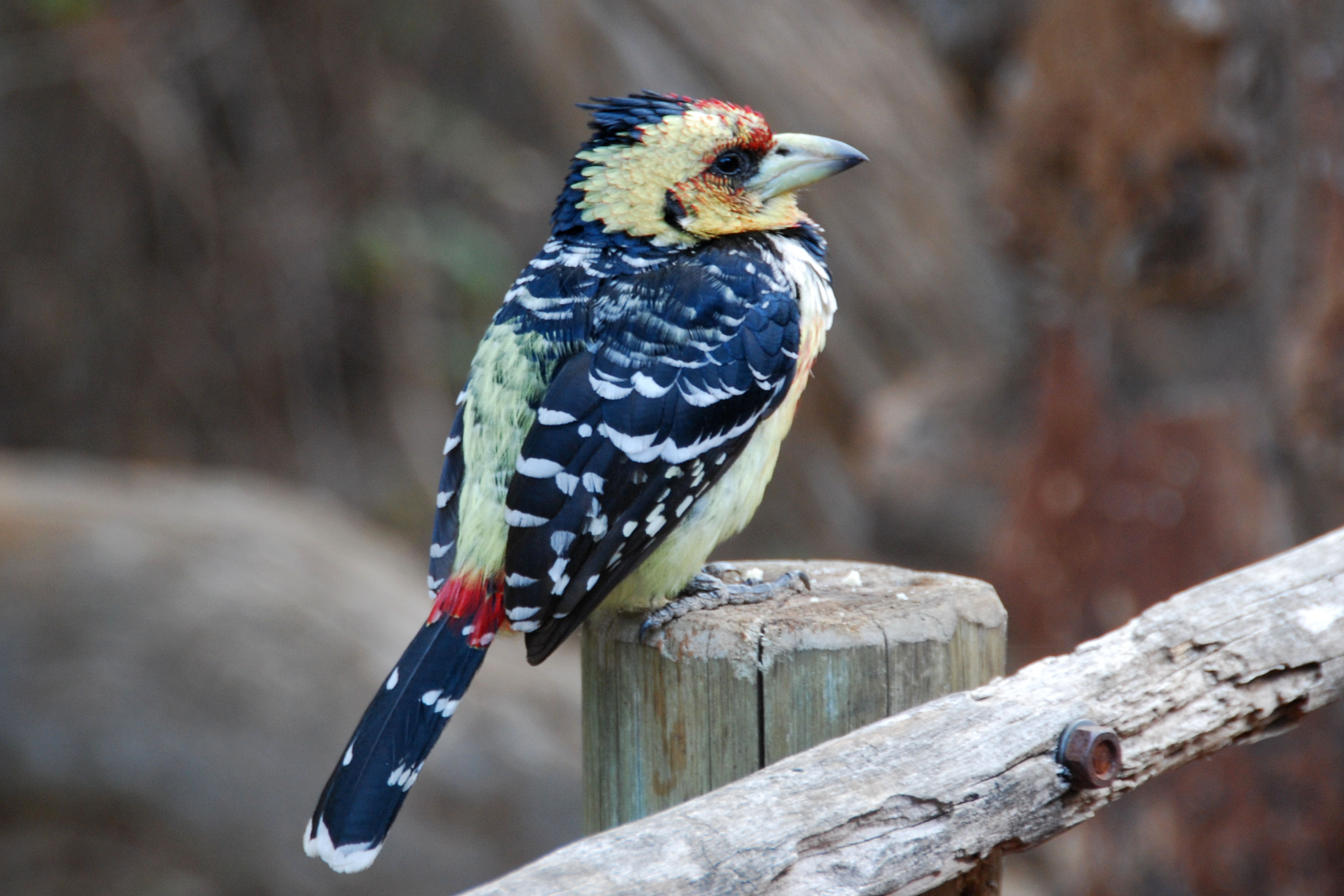
Barbudo crestado en la Reserva de Animales de Madikwe, Sudáfrica.

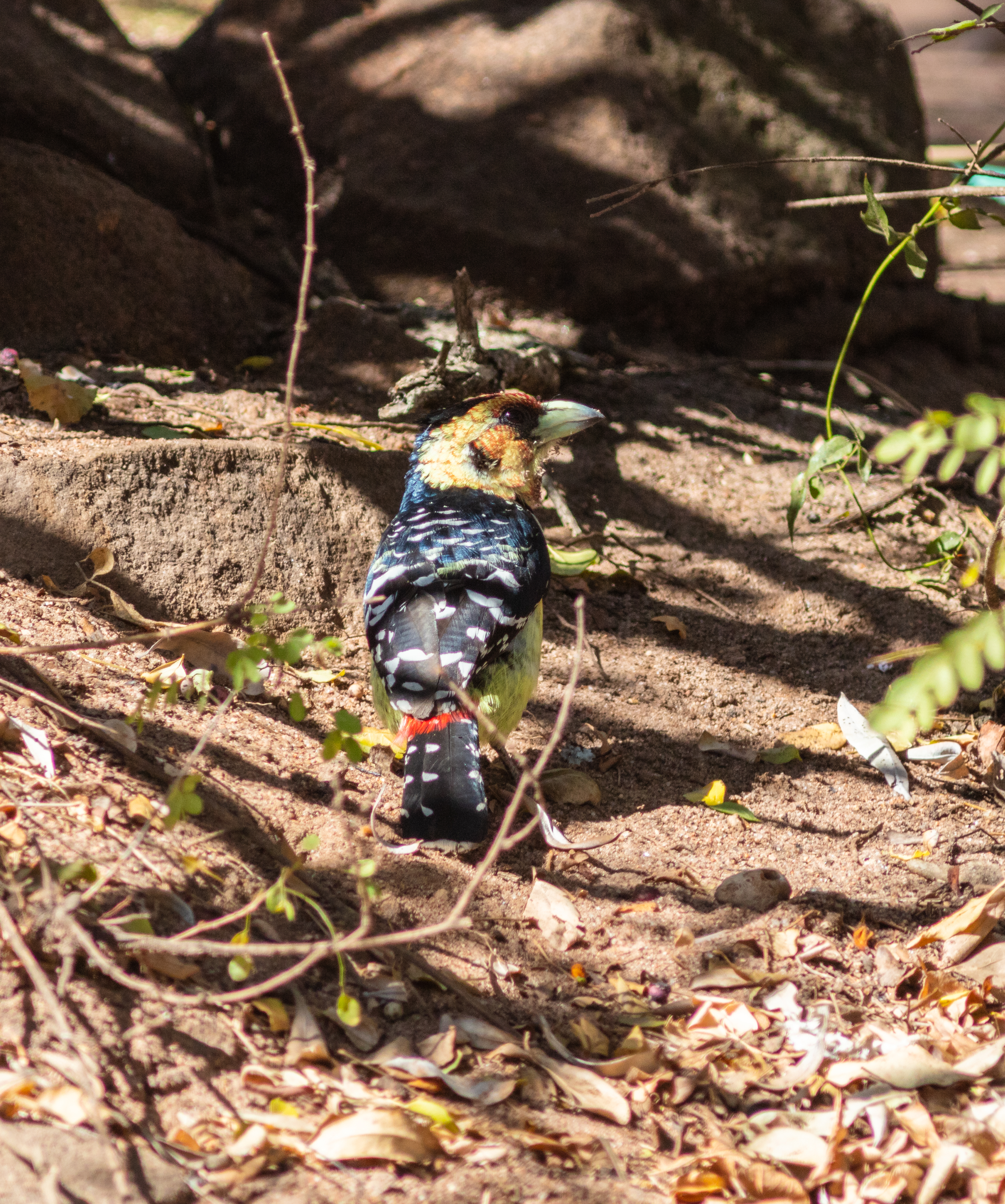
Ejemplar en el parque nacional Kruger, Sudáfrica.

Posee un pico grueso y plumaje muy colorido. Es un ave de tamaño pequeño con rostro y cuerpo amarillo, su rostro tiene pintas rojas, posee una cresta negra pequeña. El dorso de su cuerpo es negro, su vientre es amarillo con pintas rojas, sus alas son negras con pintas blancas y tiene una ancha banda negra en su cuello.

## Dieta
El barbudo crestado se alimenta de insectos, huevos de otras aves y frutas.

## Hábitat
Habita en los bosques, sabanas, zonas de matorrales entre arboledas y cursos de agua.
Se encuentra en Angola, Botsuana, Burundi, República Democrática del Congo, Malaui, Mozambique, Namibia, Ruanda, Sudáfrica, Suazilandia, Tanzania, Uganda, Zambia, y Zimbabue.